# Saint-Marsal
Saint-Marsal  est une commune française située dans le centre du département des Pyrénées-Orientales en région Occitanie. Ses habitants sont appelés les Saint-Marsalois. Sur le plan historique et culturel, la commune est dans le Vallespir, ancienne vicomté (englobée au Moyen Âge dans la vicomté de Castelnou), rattachée à la France par le traité des Pyrénées (1659) et correspondant approximativement à la vallée du Tech, de sa source jusqu'à Céret.
Exposée à un climat océanique altéré, elle est drainée par le Boulès, l'Ample, la rivière de Saint-Marsal et par divers autres petits cours d'eau. La commune possède un patrimoine naturel remarquable composé d'une zone naturelle d'intérêt écologique, faunistique et floristique.
Saint-Marsal est une commune rurale qui compte 73 habitants en 2022, après avoir connu un pic de population de 617 habitants en 1851. Ses habitants sont appelés les Saint-Marsalois ou  Saint-Marsaloises.

## Géographie

### Localisation
La commune de Saint-Marsal se trouve dans le département des Pyrénées-Orientales, en région Occitanie.
Elle se situe à 29 km à vol d'oiseau de Perpignan, préfecture du département, à 12 km de Céret, sous-préfecture, et à 8 km d'Amélie-les-Bains-Palalda, bureau centralisateur du canton du Canigou dont dépend la commune depuis 2015 pour les élections départementales.
La commune fait en outre partie du bassin de vie d'Amélie-les-Bains-Palalda.
Les communes les plus proches sont : Taulis (1,8 km), Prunet-et-Belpuig (2,7 km), La Bastide (2,8 km), Taillet (4,4 km), Calmeilles (4,6 km), Boule-d'Amont (4,7 km), Oms (6,2 km), Montbolo (6,5 km).
Sur le plan historique et culturel, Saint-Marsal fait partie du Vallespir, ancienne vicomté (englobée au Moyen Âge dans la vicomté de Castelnou), rattachée à la France par le traité des Pyrénées (1659) et correspondant approximativement à la vallée du Tech, de sa source jusqu'à Céret.

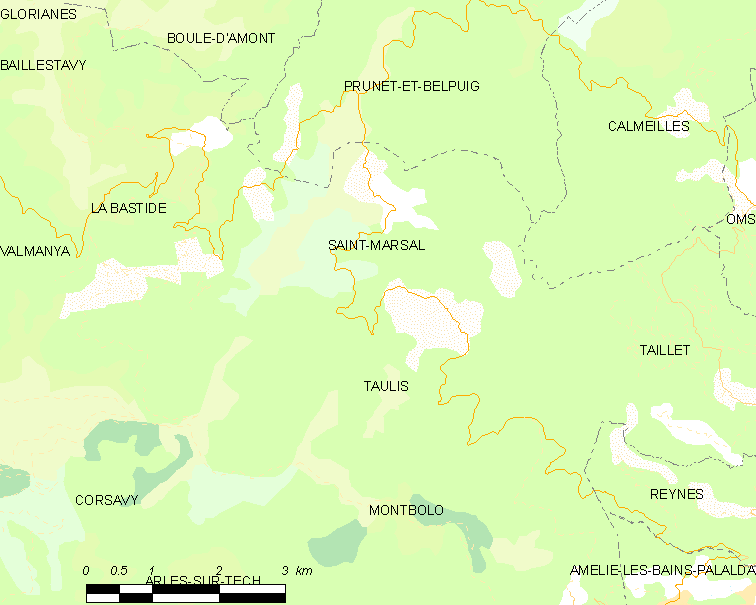
Situation de la commune.

|            | Prunet-et-Belpuig | Calmeilles |
| La Bastide | Saint-Marsal      | Taillet    |
| Corsavy    | Taulis            | Montbolo   |

### Géologie et relief
La commune est classée en zone de sismicité 4, correspondant à une sismicité moyenne.

### Climat
Pour des articles plus généraux, voir Climat de l'Occitanie et Climat des Pyrénées-Orientales.
En 2010, le climat de la commune est de type climat méditerranéen altéré, selon une étude du CNRS s'appuyant sur une série de données couvrant la période 1971-2000. En 2020, Météo-France publie une typologie des climats de la France métropolitaine dans laquelle la commune est exposée à un climat méditerranéen et est dans la région climatique Pyrénées orientales, caractérisée par une faible pluviométrie, un très bon ensoleillement (2 600 h/an), un air sec, particulièrement en hiver et peu de brouillards.
Pour la période 1971-2000, la température annuelle moyenne est de 12 °C, avec une amplitude thermique annuelle de 14,5 °C. Le cumul annuel moyen de précipitations est de 797 mm, avec 5,9 jours de précipitations en janvier et 4,5 jours en juillet. Pour la période 1991-2020, la température moyenne annuelle observée sur la station météorologique la plus proche, située sur la commune de Caixas à 7 km à vol d'oiseau, est de 15,5 °C et le cumul annuel moyen de précipitations est de 729,7 mm,. Pour l'avenir, les paramètres climatiques de la commune estimés pour 2050 selon différents scénarios d’émission de gaz à effet de serre sont consultables sur un site dédié publié par Météo-France en novembre 2022.

### Milieux naturels et biodiversité

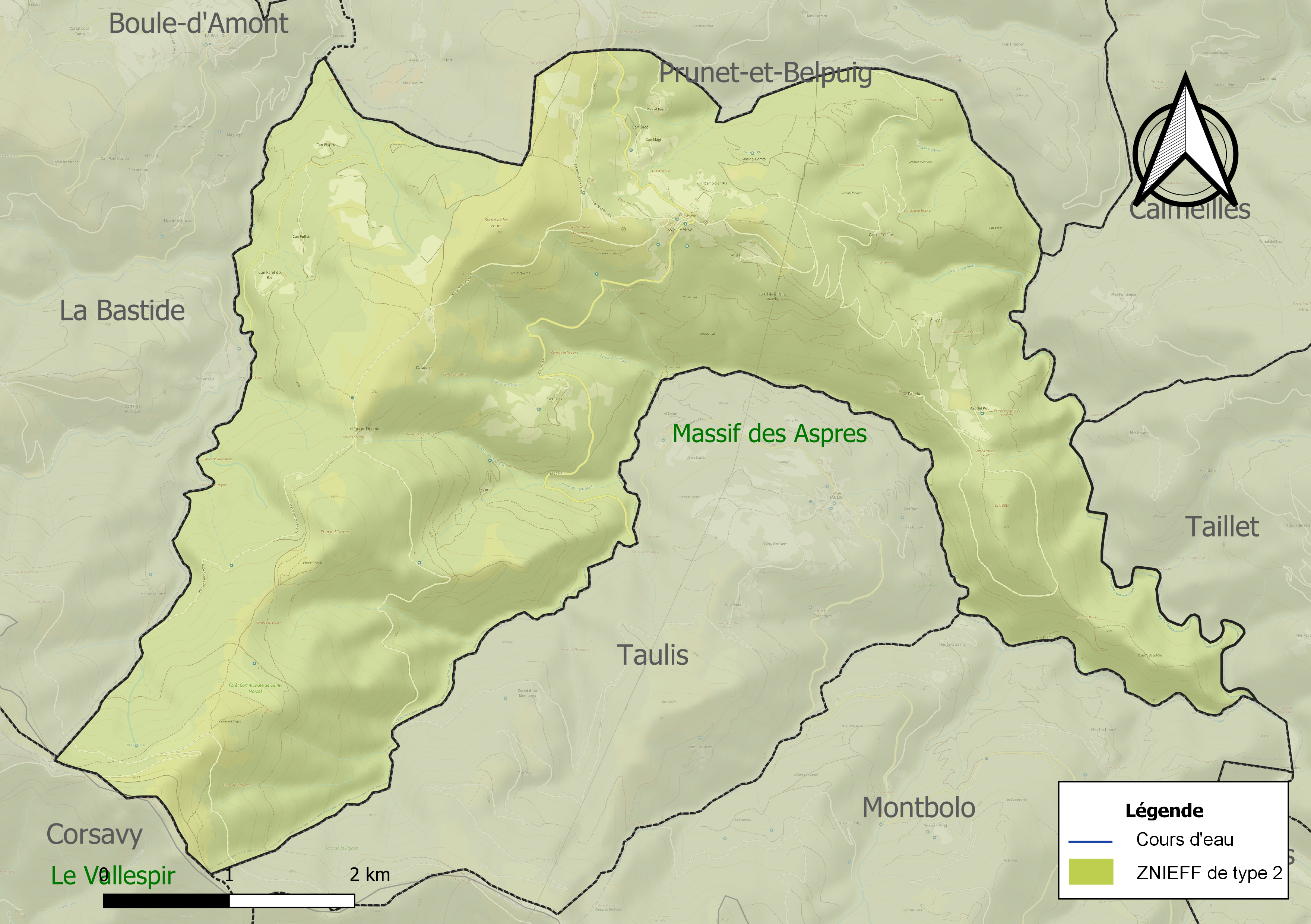
Carte de la ZNIEFF de type 2 localisée sur la commune.

L’inventaire des zones naturelles d'intérêt écologique, faunistique et floristique (ZNIEFF) a pour objectif de réaliser une couverture des zones les plus intéressantes sur le plan écologique, essentiellement dans la perspective d’améliorer la connaissance du patrimoine naturel national et de fournir aux différents décideurs un outil d’aide à la prise en compte de l’environnement dans l’aménagement du territoire.
Une ZNIEFF de type 2 est recensée sur la commune :
le « massif des Aspres » (28 819 ha), couvrant 37 communes du département.

## Urbanisme

### Typologie
Au 1er janvier 2024, Saint-Marsal est catégorisée commune rurale à habitat très dispersé, selon la nouvelle grille communale de densité à sept niveaux définie par l'Insee en 2022.
Elle est située hors unité urbaine et hors attraction des villes,.

### Occupation des sols
L'occupation des sols de la commune, telle qu'elle ressort de la base de données européenne d’occupation biophysique des sols Corine Land Cover (CLC), est marquée par l'importance des forêts et milieux semi-naturels (91,6 % en 2018), en augmentation par rapport à 1990 (90,6 %). La répartition détaillée en 2018 est la suivante : forêts (70,9 %), milieux à végétation arbustive et/ou herbacée (20,6 %), zones agricoles hétérogènes (8,4 %). L'évolution de l’occupation des sols de la commune et de ses infrastructures peut être observée sur les différentes représentations cartographiques du territoire : la carte de Cassini (XVIIIe siècle), la carte d'état-major (1820-1866) et les cartes ou photos aériennes de l'IGN pour la période actuelle (1950 à aujourd'hui).

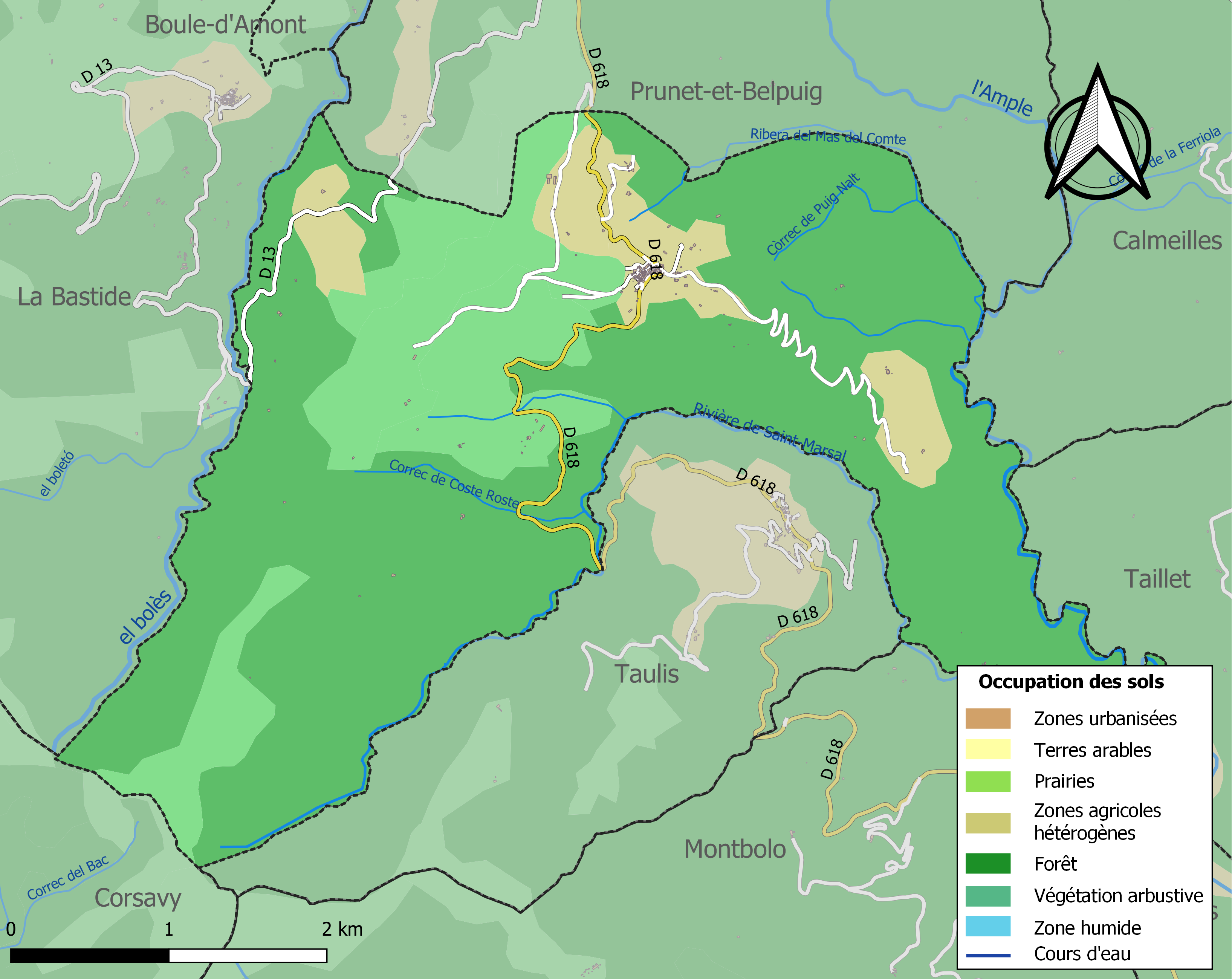
Carte des infrastructures et de l'occupation des sols de la commune en 2018 (CLC).

### Voies de communication et transports
La ligne 535 (La Bastide - Amélie-les-Bains) du réseau régional liO dessert la commune.

### Risques majeurs
Le territoire de la commune de Saint-Marsal est vulnérable à différents aléas naturels : inondations, climatiques (grand froid ou canicule), feux de forêts, mouvements de terrains et séisme (sismicité moyenne). Il est également exposé à deux risques particuliers, les risques radon et minier,.

#### Risques naturels

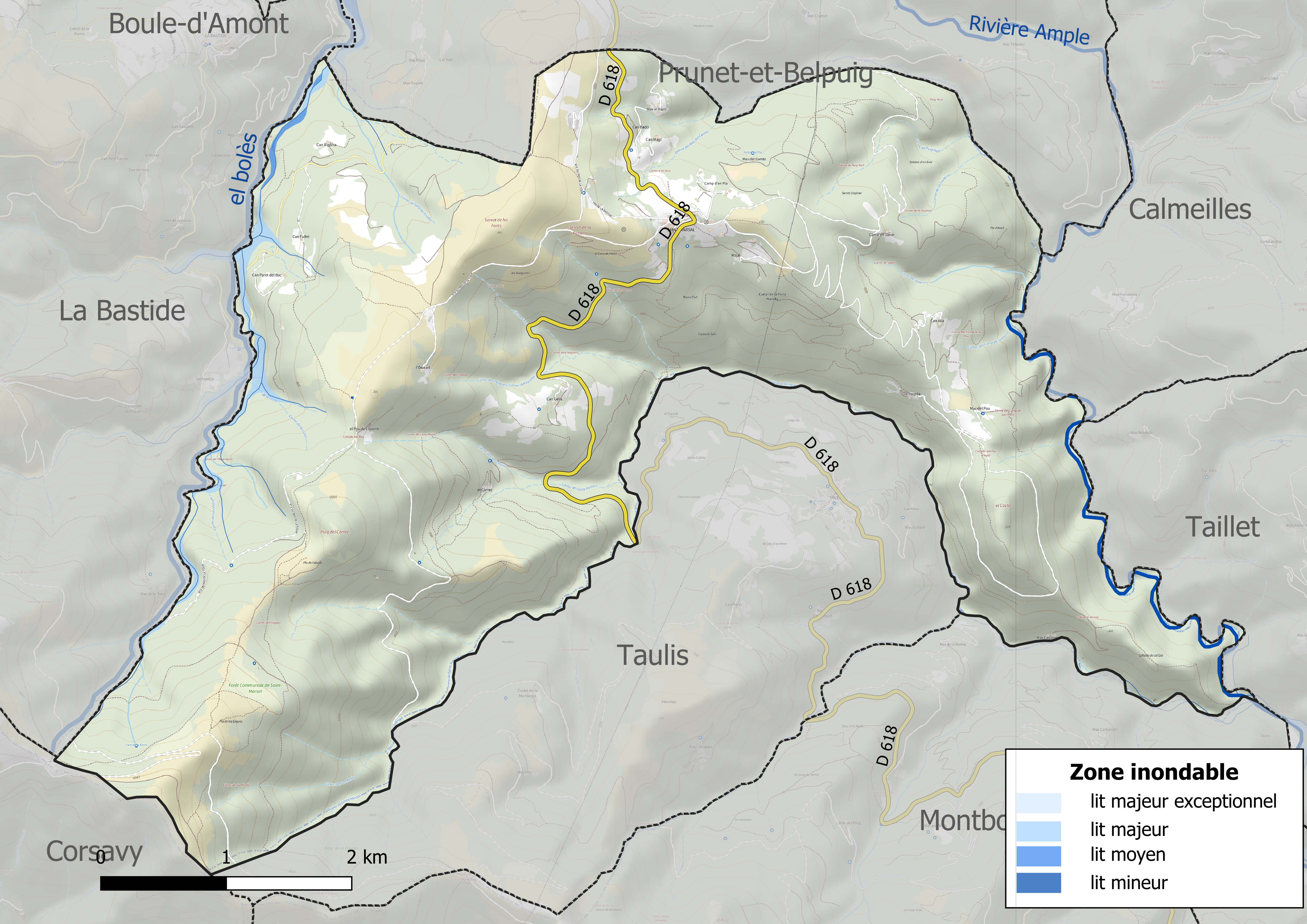
Zones inondables de la commune de Saint-Marsal.

Certaines parties du territoire communal sont susceptibles d’être affectées par le risque d’inondation par crue torrentielle de cours d'eau du bassin de la Têt.
Les mouvements de terrains susceptibles de se produire sur la commune sont soit des glissements de terrains, soit des chutes de blocs, soit des effondrements liés à des cavités souterraines. L'inventaire national des cavités souterraines permet par ailleurs de localiser celles situées sur la commune

#### Risque particulier
La commune est concernée par le risque minier, principalement lié à l’évolution des cavités souterraines laissées à l’abandon et sans entretien après l’exploitation des mines.
Dans plusieurs parties du territoire national, le radon, accumulé dans certains logements ou autres locaux, peut constituer une source significative d’exposition de la population aux rayonnements ionisants. Toutes les communes du département sont concernées par le risque radon à un niveau plus ou moins élevé. Selon la classification de 2018, la commune de Saint-Marsal est classée en zone 2, à savoir zone à potentiel radon faible mais sur lesquelles des facteurs géologiques particuliers peuvent faciliter le transfert du radon vers les bâtiments.

## Toponymie
En catalan, le nom de la commune est Sant Marçal.

## Histoire
Le maquis de Saint-Marsal, créé en juin 1944, comptait 25 Français et 60 Espagnols, pour la plupart arrivés en France lors de la Retirada.

## Politique et administration

### Canton
En 1790, la commune de Saint-Marsal est incluse dans le nouveau Canton d'Arles-sur-Tech. Depuis les élections ayant suivi la réforme de 2014, elle fait partie du canton du Canigou.

### Liste des maires
| Période   | Période   | Identité              | Étiquette    | Qualité                                                                                      |
| --------- | --------- | --------------------- | ------------ | -------------------------------------------------------------------------------------------- |
| 1792      | 1793      | Mathieu sobraques     |              |                                                                                              |
| 1793      | 1795      | Sébastien Just        |              |                                                                                              |
| 1795      | 1815      | Jacques Llabour       |              |                                                                                              |
| 1815      | 1819      | Cosme Romeu           |              |                                                                                              |
| 1819      | 1826      | Jacques Llabour       |              |                                                                                              |
| 1826      | 1828      | Antoine Figard        |              |                                                                                              |
| 1828      | 1830      | Bonaventure Sobraques |              |                                                                                              |
| 1830      | 1834      | Emmanuel Faraill      |              |                                                                                              |
| 1834      | 1840      | Joseph Llabour        |              |                                                                                              |
| 1840      | 1846      | Jacques Barnedes      |              |                                                                                              |
| 1846      | 1848      | Jacques Llabour       |              |                                                                                              |
| 1848      | 1851      | Joseph Llence         |              |                                                                                              |
| 1851      | 1855      | Sébastien Lluance     |              |                                                                                              |
| 1855      | 1865      | Joseph Llabour        |              |                                                                                              |
| 1865      | 1868      | Jean Llopet           |              |                                                                                              |
| 1868      | 1870      | Antoine Sobraques     |              |                                                                                              |
| 1870      | 1871      | Jean Llopet           |              |                                                                                              |
| 1871      | 1878      | Antoine Sobraques     |              |                                                                                              |
| 1878      | 1880      | Pierre Pages          |              |                                                                                              |
| 1880      | 1886      | Abdon Male            |              |                                                                                              |
| 1886      | 1890      | Jacques Noell         |              |                                                                                              |
| 1890      | 1891      | Joseph Parayre        |              |                                                                                              |
| 1891      | 1892      | Sébastien Carbonne    |              |                                                                                              |
| 1892      | 1909      | Abdon Male            |              |                                                                                              |
| 1909      | 1914      | Henri Lluanci         |              |                                                                                              |
| 1914      | 1919      | François Ricard       |              |                                                                                              |
| 1919      | 1925      | Constant Coste        |              |                                                                                              |
| 1925      | 1935      | François Clopes       |              |                                                                                              |
| 1935      | 1944      | Constant costes       |              |                                                                                              |
| 1944      | 1965      | Michel Coste          |              |                                                                                              |
| 1965      | 1983      | Marcel Mayneris       | SFIO puis PS | Instituteur (1925-1931), puis rédacteur de préfecture (1931-1962) révoqué entre 1940 et 1944 |
| 1983      | 1984      | Jean-Claude Batifol   |              |                                                                                              |
| 1984      | 1989      | Arnaud Martinez       |              |                                                                                              |
| 1989      | 2001      | Louis Puigsegur       |              |                                                                                              |
| mars 2001 | mars 2008 | René Coste            | PCF          |                                                                                              |
| mars 2008 | mars 2014 | Marguerite Dagues     |              |                                                                                              |
| mars 2014 | En cours  | Louis Puigségur       |              | Retraité                                                                                     |

## Population et société

### Démographie ancienne
La population est exprimée en nombre de feux (f) ou d'habitants (H).
| 1365 | 1378 | 1470 | 1515 | 1553 | 1643 | 1709 | 1720 | 1730 |
| ---- | ---- | ---- | ---- | ---- | ---- | ---- | ---- | ---- |
| 23 f | 20 f | 8 f  | 11 f | 23 f | 30 f | 60 f | 85 f | 98 f |

| 1767  | 1774  | 1789  | 1790 | - | - | - | - | - |
| ----- | ----- | ----- | ---- | - | - | - | - | - |
| 410 H | 100 f | 100 f | 92 f | - | - | - | - | - |

### Démographie contemporaine
L'évolution du nombre d'habitants est connue à travers les recensements de la population effectués dans la commune depuis 1793. Pour les communes de moins de 10 000 habitants, une enquête de recensement portant sur toute la population est réalisée tous les cinq ans, les populations de référence des années intermédiaires étant quant à elles estimées par interpolation ou extrapolation. Pour la commune, le premier recensement exhaustif entrant dans le cadre du nouveau dispositif a été réalisé en 2007.

En 2022, la commune comptait 73 habitants, en évolution de −7,59 % par rapport à 2016 (Pyrénées-Orientales : +3,92 %, France hors Mayotte : +2,11 %).
| 1793 | 1800 | 1806 | 1821 | 1831 | 1836 | 1841 | 1846 | 1851 |
| ---- | ---- | ---- | ---- | ---- | ---- | ---- | ---- | ---- |
| 457  | 423  | 538  | 577  | 608  | 573  | 603  | 602  | 617  |

| 1856 | 1861 | 1866 | 1872 | 1876 | 1881 | 1886 | 1891 | 1896 |
| ---- | ---- | ---- | ---- | ---- | ---- | ---- | ---- | ---- |
| 554  | 487  | 515  | 532  | 518  | 501  | 490  | 508  | 439  |

| 1901 | 1906 | 1911 | 1921 | 1926 | 1931 | 1936 | 1946 | 1954 |
| ---- | ---- | ---- | ---- | ---- | ---- | ---- | ---- | ---- |
| 444  | 436  | 407  | 328  | 284  | 246  | 232  | 184  | 164  |

| 1962 | 1968 | 1975 | 1982 | 1990 | 1999 | 2006 | 2007 | 2012 |
| ---- | ---- | ---- | ---- | ---- | ---- | ---- | ---- | ---- |
| 135  | 117  | 108  | 104  | 77   | 85   | 101  | 103  | 91   |

| 2017 | 2022 | - | - | - | - | - | - | - |
| ---- | ---- | - | - | - | - | - | - | - |
| 71   | 73   | - | - | - | - | - | - | - |

| selon la population municipale des années : | 1968 | 1975 | 1982 | 1990 | 1999 | 2006 | 2009 | 2013 |
| Rang de la commune dans le département      | 150  | 167  | 170  | 173  | 178  | 179  | 180  | 185  |
| Nombre de communes du département           | 232  | 217  | 220  | 225  | 226  | 226  | 226  | 226  |

### Enseignement
- École primaire à classe unique[38]

### Manifestations culturelles et festivités
- Fête communale : 1er dimanche d'août[39].

## Économie

### Emploi
|                | 2008   | 2013   | 2018   |
| -------------- | ------ | ------ | ------ |
| Commune        | 5,4 %  | 8,2 %  | 14,6 % |
| Département    | 10,3 % | 12,9 % | 13,3 % |
| France entière | 8,3 %  | 10 %   | 10 %   |

En 2018, la population âgée de 15 à 64 ans s'élève à 40 personnes, parmi lesquelles on compte 70,7 % d'actifs (56,1 % ayant un emploi et 14,6 % de chômeurs) et 29,3 % d'inactifs,. En  2018, le taux de chômage communal (au sens du recensement) des 15-64 ans est supérieur à celui du département et de la France, alors qu'en 2008 la situation était inverse.
La commune est hors attraction des villes,. Elle compte 21 emplois en 2018, contre 29 en 2013 et 27 en 2008. Le nombre d'actifs ayant un emploi résidant dans la commune est de 22, soit un indicateur de concentration d'emploi de 92,4 % et un taux d'activité parmi les 15 ans ou plus de 44,6 %.
Sur ces 22 actifs de 15 ans ou plus ayant un emploi, 16 travaillent dans la commune, soit 70 % des habitants. Pour se rendre au travail, 39,1 % des habitants utilisent un véhicule personnel ou de fonction à quatre roues, 26 % s'y rendent en deux-roues, à vélo ou à pied et 34,8 % n'ont pas besoin de transport (travail au domicile).

### Activités hors agriculture

#### Secteurs d'activités
8 établissements sont implantés  à Saint-Marsal au 31 décembre 2019.
Le secteur de la construction est prépondérant sur la commune puisqu'il représente 37,5 % du nombre total d'établissements de la commune (3 sur les 8 entreprises implantées  à Saint-Marsal), contre 14,3 % au niveau départemental.

### Agriculture
|               | 1988 | 2000 | 2010 | 2020 |
| ------------- | ---- | ---- | ---- | ---- |
| Exploitations | 4    | 2    | 3    | 4    |
| SAU (ha)      | 635  | 175  | 661  | 317  |

La commune est dans les « Vallespir et Albères », une petite région agricole située dans le sud du département des Pyrénées-Orientales. En 2020, l'orientation technico-économique de l'agriculture  sur la commune est l'élevage d'équidés et/ou d' autres herbivores. Quatre exploitations agricoles ayant leur siège dans la commune sont dénombrées lors du recensement agricole de 2020 (quatre en 1988). La superficie agricole utilisée est de 317 ha,,.

## Culture locale et patrimoine

### Monuments et lieux touristiques
- L'église Saint-Martial de Saint-Marsal domine le village. Elle est construite au XIIIe siècle. Effondrée en partie en 1920, elle est reconstruite en 1960. L'église a conservé un bénitier en marbre rouge daté par une inscription, en catalan, inscrite sur le pourtour de sa vasque : "Antoni Compta, rector de San Marsal, me he fet 1650" qui signifie "Antoni Compta, curé de Saint-Marsal, m'a fait en 1650". Elle a aussi gardé en son sein un Christ et sept statues récemment restaurées.

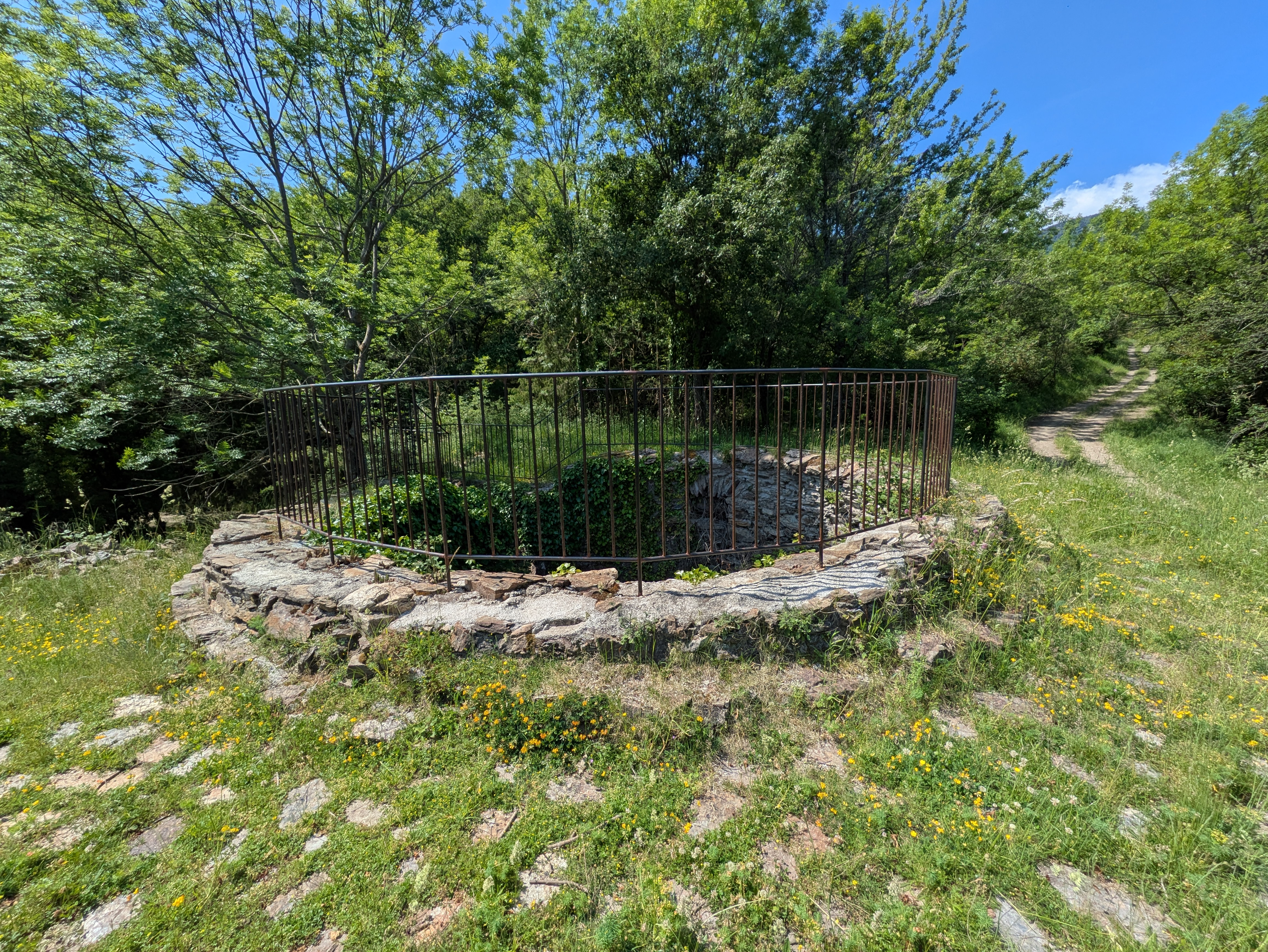
"Pou de Florentich", un ancien puits à neige.

- Le puits à glace au col de Florentich. « Il figurait encore au cadastre de 1834 et a cessé d'être utilisé avant 1842. De 8,50 m de large et de 10 m de profondeur, il était couvert d'une coupole qui s'est effondrée dans le puits. Le puits a été déblayé et dégagé dans les années 1990. En 2021, une rambarde de protection a été posée pour sécuriser le puits[43]. »

### Personnalités liées à la commune
- Gabriel Faraill (1837-1892) : sculpteur né à Saint-Marsal ;
- Antoine Aymar (1888-1969) : entrepreneur né à Saint-Marsal.

### Héraldique
| Blason de Saint-Marsal | Blason  | De gueules aux deux perroquets rampants d’or adossés, la tête contournée, accompagnés de deux croisettes latines d’argent, une en chef et une en pointe. |
| Blason de Saint-Marsal | Détails | Le statut officiel du blason reste à déterminer. |